# شهرستان دویت (تگزاس)
شهرستان دویت، تگزاس (به انگلیسی: DeWitt County, Texas) یک سکونتگاه مسکونی در ایالات متحده آمریکا است که در تگزاس واقع شده‌است.

## خصوصیات
شهرستان دویت ۲٬۳۵۸ کیلومترمربع مساحت دارد.